# Isole dell'Ontario
Questa è una lista di isole della provincia canadese dell'Ontario.

## Lago Abitibi
- Black Island
- Kenosha Island
- Mistaken Islands

## Lago Balsam
- Grand Island

## Lago dei Boschi
- Aulneau Island
- Big Island
- Bigsby Island

## Lago Buckhorn
- Emerald Isle
- Fox Island
- Nichol Island

## Fiume Cataraqui
- Isola di Man

## Lago Charleston
- Crosier Island

## Lago Chemong
- Big Island

## Lago Couchiching
- Chiefs Island

## Lago Cranberry
- Beaupre Island

## Fiume Detroit
- Bois Blanc Island
- Fighting Island
- Peche Island
- Turkey Island

## Lago delle Due Isole
- Solo Island

## Lago Erie
| - Big Chicken Island - Chick Island - East Sister Island - Hen Island |  | - Middle Island - Mohawk Island - North Harbour Island - Pelee Island |

## Lago Fairbank
- Fairbank Island

## French River
- Cantin Island
- Eighteen Mile Island
- Fourmile Island
- Okikendawt Island
- Potvin Island

## Lago Gloucester
- Broadview Island
- Deer Island
- Lauley Island

## Lago Gull
- Long Island

## Lago Huron
| - Argyle Island - Beament Island - Burke Island - Chantry Island - Cockburn Island - Cove Island - Cranberry Island - Devil Island - Duck Island - Evelyn Island - Fitzwilliam Island - Garden Island - Ghegheto Island - Greene Island |  | - Herschel Island - Indian Island - Jack Island - Kitchener Island - Kolfage Island - Little Kitchener Island - Lonely Island - Lucas Island - Lyal Island - Main Station Island - Manitoulin Island - McCallum Island - Middle Duck Island - Outer Duck Island |  | - Perseverance Island - Pine Island - Russell Island - Smokehouse Island - St. Joseph Island - Stevens Island - Thibault Island - Tyson Island - Vimy Island - Western Duck Island - Whitefish Island - Yeo Island |

### Georgian Bay
| - Aberdeen Island - Badgeley Island - Barrier Island - Bateau Island - Bears Rump Island - Beausoleil Island - Beckwith Island - Big Burnt Island - Bone Island - Bustard Island - Centre Island - Champlain Island - Champlain Monument Island - Christian Island - Churchill Islands - Club Island - Crescent Island - Dead Island - Echo Island - Elizabeth Island - Elmtree Island - Foster Island - Fox Island - Franklin Island - French River Island - Fryingpan Island - Flowerpot Island |  | - George Island - Giants Tomb Island - Governor Island - Gray Island - Griffith Island - Halfmoon Island - Hatch Island - Hay Island - Hen and Chicken Island - Hertzberg Island - Hope Island - Huckleberry Island - King's Island - Kokanongwi Island - Lonely Island - Lookout Island - Loon Island - Maxwell Island - McCoy Islands - McLaren Island - McQuade Island - Mink Islands - Minnicognashene Island - Moon Island - Mowat Island - North Limestone Island - North Otter Island |  | - North Watcher Island - Northwest Burnt Island - Nottawasaga Island - Oak Islands - Oak Island - Parry Island - Pine Island - Pleasant Island - Portage Island - Rabbit Island - Rose Island - Sandy Island - Sans Souci Island - Sharp Island - Shawanaga Island - Smooth Island - Snake Islands - South Limestone Island - South Watcher Island - Tanvat Island - Thirty Thousand Islands - Tonches Island - Umbrella Islands - Wall Island - Western Islands - White Cloud Island - Wreck Island |

### North Channel
| - Amedroz Island - Barren Island - Barrie Island - Batture Island - Bears Back Island - Beauty Island - Beaver Island - Bedford Island - Belleau Island - Bourinot Island - Carpmael Island - Crawford Island - Crescent Island - Darch Island - Eastern Island - East Rous Island |  | - Egg Island - Elm Island - Fanny Island - Five Islands - Galt Island - Gertrude Islands - Goat Island - Gooseberry Island - Great La Cloche Island - Griffith Island - Henry Island - Heywood Island - High Island - Hog Island - Little La Cloche Island - Louisa Island |  | - Matheson Island - McGregor Island - McTavish Island - Meredith Island - Ned Island - Partridge Island - Sagamok Island - Schreiber Island - St. Joseph Island - St. Just Island - Strawberry Island - Vidal Island - Wabos Island - West Mary Island - West Rous Island |

### Parry Sound
- Elizabeth Island
- Huckleberry Island
- Mowat Island
- Oak Island

#### Hay Bay
- Clark Island

## Lago Joseph
- Cameron Island
- Chief's Island
- Yoho Island

## Lago Kagawong
- Bass Island
- Gull Island
- Kakawaie Island
- Little Island

## Lago Kawagama
- Dennison Island

## Lago Larder
- Big Pete Island
- Island U

## Lago Lower Buckhorn
- Wolf Island

## Lago McArthur
- McArthur Island
- Sharprock Island
- Blueberry Island
- Hidden Island
- Delta Island
- Shadfly Island
- Olyjian Isle
- Diorite Island
- Midway Island
- Crayfish Island
- Cat Island
- Maziic Island
- Taylor's Island

## Lago Mindemoya
- Treasure Island

## Fiume Mississippi
- Greig Island

## Fiume Moose
- Moose Factory Island

## Lago Muskoka
- Acton Island
- Browning Island
- Bigwin Island
- Crown Island
- Eilean Gowan Island
- Rankin Island
- Taylor Island

### Severn Sound
- Green Island
- Little Beausoliel Island
- Potato Island
- Present Island
- Quarry Island
- Roberts Island

## Fiume Niagara
- Cedar Island
- Gull Island
- Navy Island

## Lake Nipigon
- Geike Island
- Kelvin Island
- Logan Island
- Murchison Island
- Shakespeare Island

## Lago Nipissing
| - Burnt Island - Burrit Island - East Hardwood Island - Garden Island - Goose Islands - Great Manitou Island |  | - Gull Islands - Iron Island - Little Manitou Island - Little Oak Island - Manitou Islands - Maskinoge Island |  | - Pedlar Island - Rankin Island - Rock Islands - Sandy Island - Smith Island - West Hardwood Island |

## Lago Ontario
| - Amherst Island - Bayfield Island - False Duck Island - Green Islet (?) - Frontenac Islands - Greene Island |  | - Gull Island - Hickory Island - High Bluff Island - Horseshoe Island - Main Duck Island - Nicholson Island |  | - Scotch Bonnet Island - Simcoe Island - Timber Island - Toronto Islands - Waupoos Island - Wolfe Island |

### Baia di Quinte
- Bassett Island
- Big Island
- Lyons Island
- Salmon Island

## Fiume Ottawa
- Coreille Island
- Cotnam Island
- Green Island
- Hog Island
- Petrie Island
- Rocher Captain Island
- Sullivan Island
- Upper Duck Island
- Wabewawa Island

## Lago Pigeon
- Big Island

## Lago Rice
- Cow Island
- Harris Island
- Long Island
- Sugar Island
- White Island

## Fiume Rideau
- Green Island
- Long Island

## Grande Lago Rideau
- Grindstone Island

## Lago Rosseau
- Florence Island
- Tobin Island
- Wellesley Island

## Lago Scugog
- Washburn Island

## Lago Simcoe
- Fox Island
- Georgina Island
- Grape Island
- Snake Island
- Strawberry Island
- Thorah Island

## Lago Skootamatta
- Big Island

## Fiume Saint Clair
- Fawn Island
- Stag Island
- Walpole Island

## Lago Saint Clair
- Bassett Island
- Grassy Bend Islands
- St. Anne Island
- Squirrel Island
- Walpole Island

## Fiume San Lorenzo
| - Adelaide Island - The Admiralty Islands - Aubrey Island - Aulneau Island - Beaurivage Island - Camelot Island - Cedar Island - Club Island - Constance Island - Cornwall Island - Endymion Island - Garden Island - Georgina Island |  | - Gordon Island - Grenadier Island - Hamilton Island - Hickory Island - Hill Island - Howe Island - The Lake Fleet Islands - McDonald Island - Mermaid Island - Mille Roches Island - Milton Island - Mouline Island - Mud Island |  | - Mulcaster Island - The Navy Islands - Sheek's Island - Simcoe Island - Snake Island - Stave Island - Stovin Island - Sugar Island - Tar Island - Thwartway Island - Treasure Island - Wolfe Island - Zavikon Island |

## Lago Stoney
| - Breeze Island - Brownscombe Island - Callinan Island - Eagle Mount Island |  | - Fairy Lake Island - Juniper Island - Long Island |  | - Pine Island - Salmon Island - The Black Rock |

## Lago Superiore
| - Brodeur Island - Fluor Island - Leach Island - Michipicoten Island |  | - Mission Island - Montreal Island - Otter Island - Simpson Island |  | - Slate Islands - Slate Island - Spar Island - St. Ignace Island - Wilson Island |

## Lago Temagami
| - Alexander Island - Bear Island - Beaver Island - Bell Island - Canadian Adventure Camp Island |  | - Cattle Island - Deer Island - Devil's Island - High Rock Island - Horseshoe Island |  | - Narrows Island - Papoose Island - Red Pine Island - Temagami Island |

## Fiume Trent
- Hardy Island
- Meyers Island
- Nappart Island

## Lago Vernon
- Big Island

## Lago Wanapitei
- Blueberry Island
- Bonanza Island
- Howie Island
- MacLennan Island
- Wanapitei Island

## Lago West
- Garratt Island
- Gasket Island
- Hickory Island

## Lago Whitefish
- Deans Island

## Lago Windy
- Burnt Island
- Pine Island